# 芙蓉台

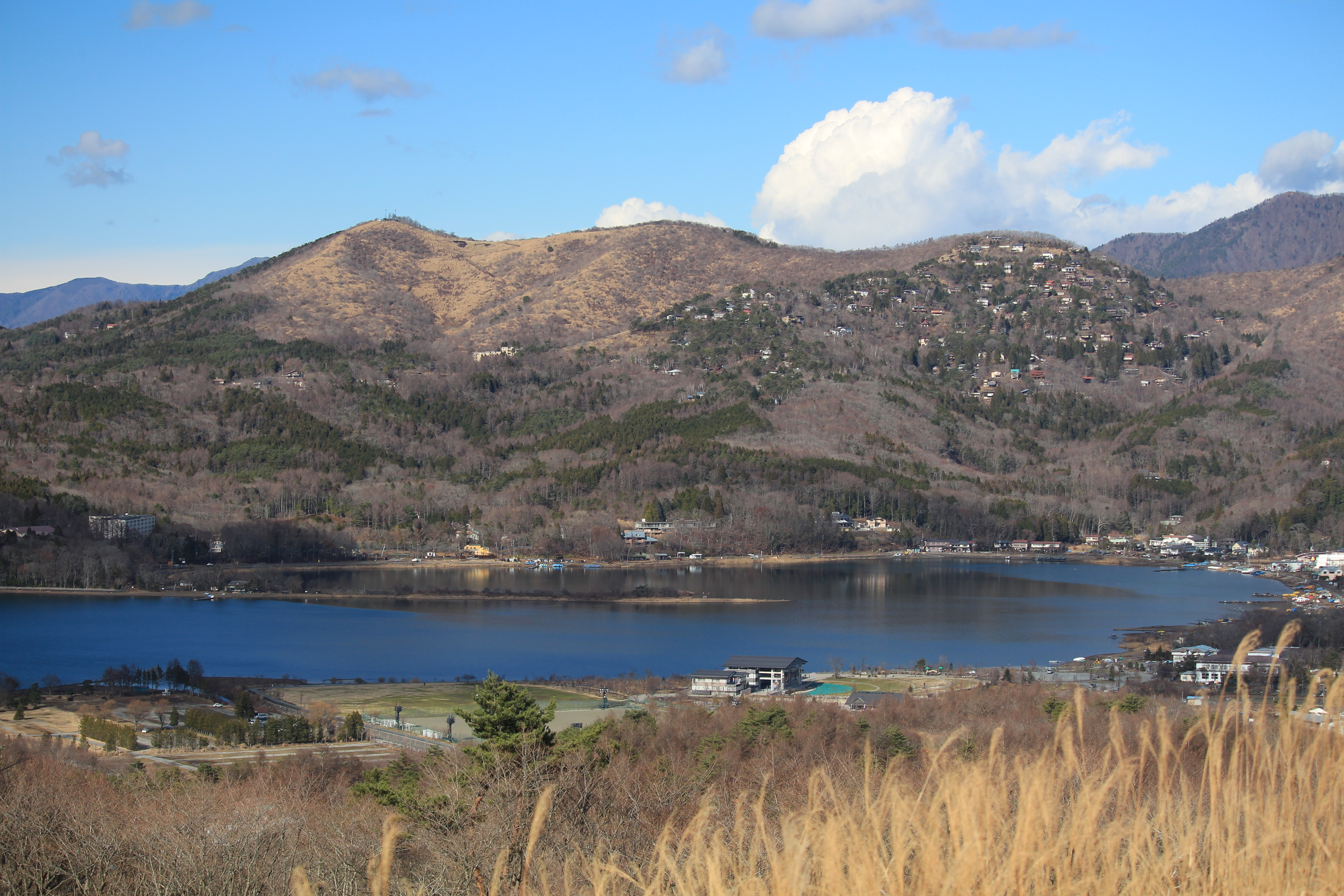
山中湖の北側にある道志山塊大平山の南東山腹にある芙蓉台

芙蓉台（ふようだい）は、山梨県南都留郡山中湖村の山中湖の北側にある道志山塊大平山の南東山腹にある別荘地の名称。正式名称は「富士山麓山中湖畔高原別荘 芙蓉台」。売主は富士山麓開発株式会社。

## 概要
- 山中湖畔の北東地区、ママの森付近から太平山に向かって広がる別荘地であり、敷地の入口はママの森の東にある。総面積はおよそ510,000m2。
- 敷地内のおよそ半分の区画からは、富士山が眺望可能である。また一部区画からは山中湖も眺望する事ができる。
- 住所は山梨県南都留郡山中湖村平野。

## 施設・管理
- 敷地内には別荘宅の他に、管理事務所、警備ポスト、クラブハウス、テニスコート（クレイ2面、オムニ2面）、屋外温水プール（大小2つ）、パッティンググリーン等の施設がある。なお、開業から年月が経っているが各施設は定期的に更新されている。
- 管理代行は芙蓉台サービス株式会社が行っており、敷地内の警備や樹木・道路等の保守管理、別荘宅の管理等を一部有償で実施している。